# Pesok
Pesok (in lingua russa Песок) è una città situata in Russia, nell'Oblast' di Arcangelo, più precisamente nel Kargopol'skij rajon.